# Gambellara Vin Santo
Il Gambellara Vin Santo è un vino DOC la cui produzione è consentita nella provincia di Vicenza.

## Caratteristiche organolettiche
- colore: giallo ambrato carico.
- odore: profumo intenso, caratteristico di passito.
- sapore: dolce, armonico, vellutato.

## Produzione
Provincia, stagione, volume in ettolitri
- Vicenza  (1990/91)  181,52
- Vicenza  (1991/92)  178,9
- Vicenza  (1992/93)  129,9
- Vicenza  (1993/94)  97,75
- Vicenza  (1994/95)  102,07
- Vicenza  (1995/96)  132,47
- Vicenza  (1996/97)  75,19